# Josef Kovařík (fotbalista)
Josef Kovařík (* 28. ledna 1945) je bývalý český fotbalista, záložník.

## Fotbalová kariéra
V československé lize hrál za Bohemians Praha. Nastoupil v 18 ligových utkáních.

## Ligová bilance
| Ročník                                   | Zápasy | Góly | Klub            |
| ---------------------------------------- | ------ | ---- | --------------- |
| 1. československá fotbalová liga 1966/67 | 6      | 0    | Bohemians Praha |
| 1. československá fotbalová liga 1967/68 | 12     | 0    | Bohemians Praha |
| CELKEM                                   | 18     | 0    |                 |